# Evyn McCoy
Evyn Kaelee McCoy (* 7. Oktober 1992 in Clare) ist eine US-amerikanische Volleyballspielerin.

## Karriere
McCoy studierte von 2011 bis 2015 an der West Virginia University. Danach wechselte sie nach Dänemark zum Lyngby Volleyball Klub. In der Saison 2016/17 spielte die Mittelblockerin in der spanischen Liga bei CVB Barça. 2017 wechselte sie für eine Saison zum deutschen Bundesligisten Schwarz-Weiss Erfurt.